# Риттина, Наталья Юрьевна
Наталья Юрьевна Риттина — российский прозаик, публицист, автор книг для детей и исторических исследований. Всего написала девять книг для детей и две историко-публицистические повести, Большинство книг выдержало не менее двух изданий. Член Союза писателей России, лауреат международного литературного конкурса «Преодоление» за 2021 год.
Написала художественное произведение специально для детских психологов и воспитателей детских садов, использующих в своей работе методику сказкотерапии. Использовала методы генетической генеалогии для обоснования своих гипотез в исторических исследованиях.

## Биография
Наталья Юрьевна Риттина родилась в г. Мурманске, в семье моряка. Окончила в г. Петрозаводске общеобразовательную и музыкальную школу. 
Окончила отделение «география-биология» естественно-географического факультета Карельского государственного педагогического института (КГПИ), далее окончила с отличием аспирантуру при Московском педагогическом государственном университете (МПГУ) (бывш. МГПИ им. В. И. Ленина) по специальности: «экономическая и социальная география зарубежных стран» (географический факультет; кафедра экономической и социальной географии).
После учёбы в КГПИ работала учителем географии в школе, затем перешла на работу в Карельский филиал АН СССР, в отдел экономики. Через год заняла должность ассистента кафедры географии КГПИ. Читала лекции по экономической и социальной географии зарубежных стран и по географии населения. Руководила учебно-полевой практикой студентов, проходивших в Иркутске и Красноярске.
С 1993 по 1998 год проживала в КНР (Пекин) — по месту работы мужа в российском торгпредстве.

## Творчество

### Детская литература
В 2009 году в издательстве «Бослен» вышла первая книга Риттиной Н. Ю. «Рождественская сказка» — святочный рассказ с воспитательным компонентом терапии добра.
В том же году вышла сказка для подростков «Сказка о трёх заколдованных лягушках или Тайна королевы Стеллы».
В 2011 году была издана фантастическая повесть для подростков «Мои друзья с планеты „игрушек“» — в жанре современной сказки с элементами научной фантастики.
В 2013 году в издательстве «Новости» вышло продолжение книги «Мои друзья с планеты „игрушек“» — фантастическая повесть «Дочь фараона»; книга снабжена множеством ссылок и исторических комментариев из истории Древнего Египта.
В 2013 году в издательстве «Новости» вышла ещё и книга «Сказы про царевну Пампушу, принца заморского да подарки волшебные» о жизни дочери царя Московии.
В 2014 году вышла в свет новая сказка под названием «История о том, как Егорка из деревни Александровки камень Алатырь искал», посвященная Русской Атлантиде — двум затопленным старинным городам Корчеве и Мологе.
В том же, 2014 году была написана сказка-притча «Волшебная свеча».
В 2015 году в издательстве «УП ПРИНТ» вышел в свет большой сборник сказок и фантастических повестей «Волшебная свеча», отмеченный в 2022 году Союзом писателей России Дипломом литературно-художественной премии «Наш век» имени Ф. И. Тютчева (1803—1873) с вручением одноимённой медали.
В 2016 году издательство «УП ПРИНТ» выпустило книгу для малышей «В нашем лесу», написанную для детских психологов и воспитателей детских садов, которые используют в своей работе методику сказкотерапии.
В 2021 году в издательстве «ВЭЛКАМ ПРИНТ» вышло продолжение — сборник сказок «Однажды в нашем лесу». Книга была отмечена Дипломом литературно-общественной премии «Гранатовый браслет» им. А. И. Куприна за 2021 год с вручением медали «А.И Куприн (1870—1939)».
В 2017 г. издательство «Творчество. Труд», при поддержке «Литературной газеты», провело анкетирование детей младшего и среднего школьного возраста, опросив и проанализировав свыше 1000 анкет, сформировав рейтинг лучших авторов. Книги Натальи Риттиной заняли третье место среди книг для семейного чтения (см. подробнее тут).
В 2018 году «УП ПРИНТ» издало повесть-сказку для подростков «Хозяева Архипелага Айно».

### Историко-публицистические повести
С 2012 года выходит авторская серия историко-публицистических повестей для взрослой аудитории «Российские династии»: «Грязные — Грязново — Грязновы. Семейный альбом» и «Российские династии»: «Бек. Под защитой Бога» и «Бугровы».
Здесь в её творчестве соединились историко-биографические и генетические исследования, социально-экономическое знание и публицистическое видение автора. В этих работах Н. Ю. Риттина одной из первых в России использовала методы генетической генеалогии для обоснования своих гипотез. «Российские династии. Грязные — Грязново — Грязновы. Семейный Альбом» — это наиболее полное жизнеописание нетитулованного древнего дворянского рода, непосредственного участника знаковых событий в истории России. Публицистическая форма изложения никоим образом не умаляет серьёзного, актуального и новаторского исторического исследования, проведенного потомком рода Натальей Юрьевной Риттиной.
Включено жизнеописание предполагаемых родителей основателя рода Грязных Стефано Стено (в крещении — Федора): отца — Микеле Стено, венецианского аристократа, дипломата в Польше и Баварии (1331—1413), 63-го дожа Венеции (1400—1413 гг.) и матери — Кунигунды, принцессы Польской, герцогини Баварской, маркграфини Бранденбургской (1335—1357), на основании документов из отдела древних манускриптов Библиотеки Марчиана (Венеция).
Подвергнуто критике утверждение П. В. Долгорукова, П. А. Садикова и С. Б. Веселовского о фантазийности происхождения рода Грязных от венецианского предка. Версия автора подтверждается генетическими исследованиями Института генетики Оксфордского университета (Великобритания) и компанией Family TreeDNA по обширной базе данных, созданной в Аризонском университете (США). В Роспись рода Грязново внесены родственные связи по женской линии, подтвержденные генетическими исследованиями.
Наталья Риттина в Аризонском университете провела два генетических исследования. Первое ставило своей целью выяснить, к каким этническим группам относятся её предки по мужской и женской линии, второе должно было подтвердить (или опровергнуть) генетическое родство с потомками дворянских династий, живущих в наши дни, чей генетический материал хранится в базе данных Аризонского университета.
За книгу «Российские Династии. Грязные — Грязново — Грязновы. Семейный альбом» Н. Ю. Риттиной был вручен Орден «Долг и Честь» I степени от Российского творческого Союза работников культуры. А также, — от Московской городской организации Союза писателей России, — Диплом литературно-общественной премии «Жизнь задыхается без цели» в честь 200-летия со дня рождения Фёдора Михайловича Достоевского с вручением одноимённой медали.
Публицистическая повесть «Российские династии. Бек. Под защитой Бога. Бугровы» рассказывает о немецком дворянском роде Бек, принадлежащего в Российской Империи к сословию иностранных колонистов, об истории возникновения Евангелического Братства, о создании и прекращении существования иностранных колоний в России. В книгу также включен исторический очерк о казачьем роде Бугровых.

## Награды
Наталья Юрьевна Риттина имеет награды:
- 2021 год — орден «Долг и Честь» I степени от Российского творческого Союза работников культуры[21].
- 2021 год — диплом литературно-общественной премии «Гранатовый браслет» им. А. И. Куприна с вручением медали «А.И Куприн (1870—1939)».
- 2021 год — диплом литературно-общественной премии «Жизнь задыхается без цели» МГО Союза писателей России в честь 200-летия со дня рождения Фёдора Михайловича Достоевского с вручением одноимённой медали.
- 2021 год — грамота МГО Союза писателей России и Союза писателей-переводчиков с вручением медали «За мастерство и подвижничество во благо русской литературы».
- 2022 год — диплом литературно-общественной премии «Универсальный человек» имени Михаила Васильевича Ломоносова с вручением одноимённого наградного знака от Союза писателей России и Московской городской организации СП России.
- 2022 год — диплом литературно-художественной премии «Наш век» имени великого русского поэта и дипломата Фёдора Ивановича Тютчева (1803—1873) с вручением одноимённой медали от Союза писателей России и Московской городской организации СП России.

## Семья
Отец — Юрий Иванович Риттин (из «столыпинских фермеров»), капитан-наставник Беломоро-Онежского пароходства.
Мать, Бугрова Калерия Ивановна, из иностранных колонистов.
Муж — Киселёв Владимир Евгеньевич, дипломат и предприниматель. 
Дочь — Киселёва Мария Владимировна.
Бабушка — Риттина (в девичестве — Грязнова) Александра Семёновна (1909—1989).
Дедушка — Риттин Иван Максимович (1910—1943), участник Великой Отечественной войны, погиб в бою за Синявинские высоты.